# Marij Bregant
Marij Bregant, slovenski zdravnik kirurg in javni delavec * 7. december 1903, Podgora, † 23. september 1959, Podgora.

## Življenje in delo
Rodil se je v slovenski družini v Podgori pri Gorici. Ljudsko šolo je obiskoval v rojstnem kraju, gimnazijo pa v Gorici. Medicino je študiral na Univerzi v Padovi kjer je leta 1934 diplomiral. Kasneje je v Zagrebu končal specializacijo iz kirurgije. Ker ni mogel kot zavedni slovenski zdravnik dobiti pod fašistično diktaturo zaposlitve na Goriškem, se je izselil v Kraljevino Jugoslavijo in si v Celju ustvaril dom. Kot kirurg je služboval v Celju, Novem mestu, vojna pa ga je zajela v Ljubljani. Tu je služboval do leta 1944, ko se je z ženo in sinovoma vrnil v Gorico. Sprva tu ni mogel vršiti svojega poklica,  ker mu italijanske oblasti niso hotele priznale državljanstva. Ko pa je končno le smel opravljati svoj poklic je večkrat izpostavil svoje življenje, ko je nudil zdravniško pomoč ranjenim partizanom. Bil je zdravnik ubogih. Brezplačno je nudil zdravniško nego dijakom slovenskih zavodov v Gorici. Po osvoboditvi je maja 1945 postal ravnatelj goriške bolnišnice. Po vojni je bil član goriškega Akademskega kluba, bil je tudi v vodstvu goriške Slovenske demokratske zveza, na listi katere je 10. junija 1951 tudi kandidiral na pokrajinskih volitvah.